# Oibalos (König von Sparta)
Oibalos (altgriechisch Οἴβαλος Oíbalos) war ein König von Sparta, dessen Platz in der Reihenfolge der spartanischen Könige nach verschiedenen Quellen recht unterschiedlich angegeben wird.

## Familie
Nach einer Variante, die Apollodor angibt, ist er der Sohn des Perieres, nach anderen des Kynortas, des „Hundeerweckers“. Wieder andere nennen ihn den Sohn des Argalos.
Als Gatte der Gorgophone, der Tochter des Perseus – nach ihrer Ehe mit Perieres die erste Witwe, die ein zweites Mal heiratete – zeugte er mit dieser Arene, Tyndareos und Ikarios, den späteren Schwiegervater des Odysseus. Nach anderen Angaben zeugte er diese sowie den Hippokoon mit der Nymphe Bateia. Auch Peirene wird von Pausanias als seine Tochter bezeichnet.
Als Oibalos starb, bestieg Hippokoon den Thron. In Sparta errichtete man ein Heroon für ihn. Seine Nachkommen werden als Oibaliden bezeichnet, gelegentlich werden auch allgemein die Spartaner so genannt. Er war der Namenspate Oibalias, des heutigen Tarents.